# ۱۰۰ (فیلم ۲۰۱۹)
۱۰۰ (انگلیسی: 100) فیلم اکشن دلهره‌آور هندی تامیل-زبان، محصول ۲۰۱۹ است که نویسندگی و کارگردانی آن را سام آنتون بر عهده داشت و توسط کاوی‌یا ماهش ساخته شد. بازیگران اصلی فیلم آتاروا و هانیسکا موتوانی هستند و نقش‌های فرعی را رادا راوی و یوگی بابو بازی کرده‌اند. موسیقی فیلم توسط سام سی.اس. ساخته شد و تدوین فیلم را روبن انجام داد. تولید فیلم در ماه دسامبر ۲۰۱۷ شروع شد و در ماه اوت ۲۰۱۸ خاتمه یافت.
فیلم ۱۰۰ در روز ۹ مهٔ ۲۰۱۹ اکران گردید که نظرات مثبت منتقدان و تماشاگران را به دنبال داشت و در گیشه فروش به موفقیت دست یافت.